# Aire-la-Ville
Aire-la-Ville is een gemeente en plaats in het Zwitserse kanton Genève.
Aire-la-Ville telt 836 inwoners.